# Galleridia
Galleridia là một chi bướm đêm thuộc họ Erebidae.